# Hauptstraße 3 (Karlstadt)

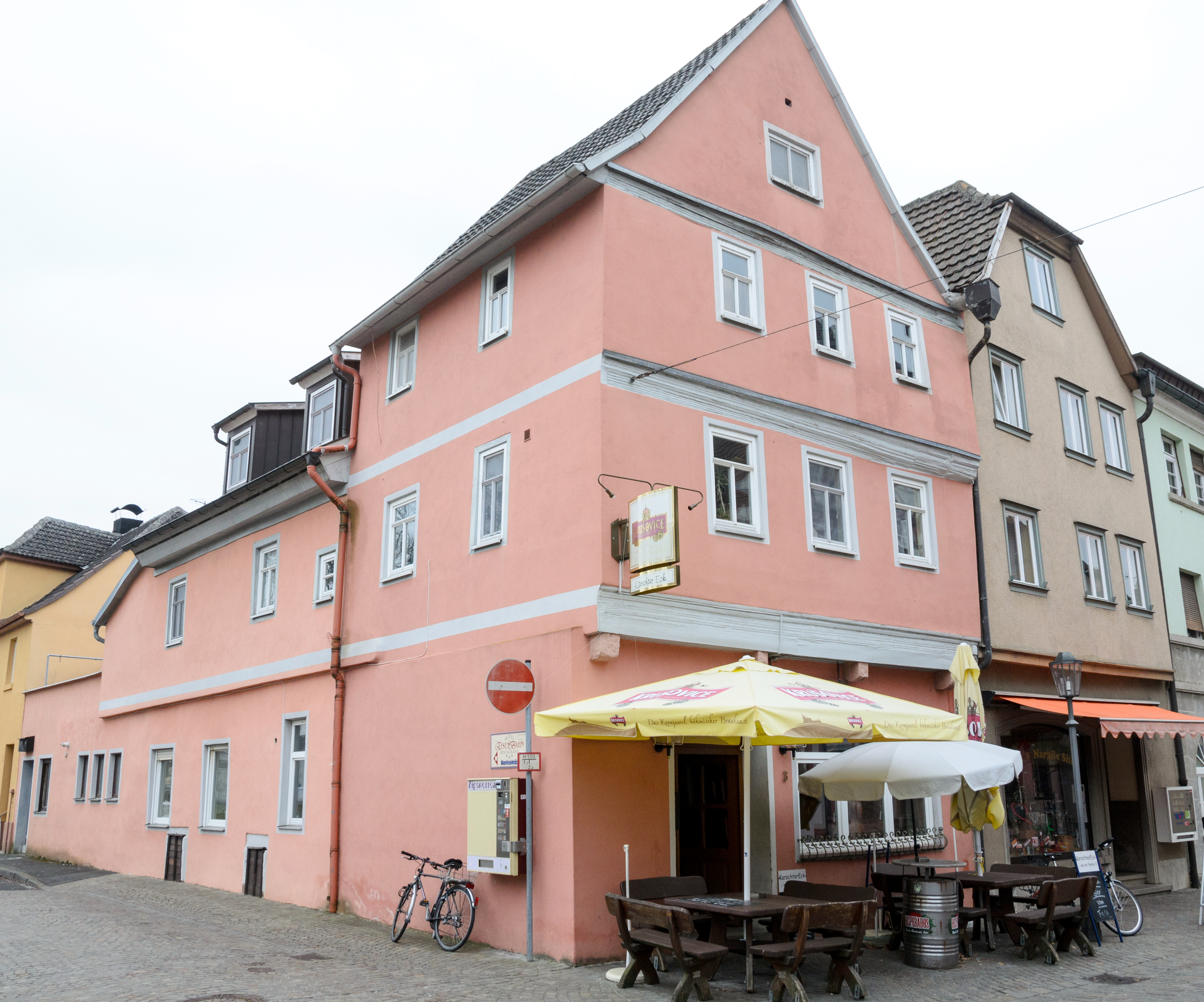
Gebäude Hauptstraße 3 in Karlstadt

Das Haus Hauptstraße 3 in Karlstadt, der Kreisstadt des unterfränkischen Landkreises Main-Spessart in Bayern, wurde im Kern 1675 errichtet. Das verputzte Fachwerkhaus ist ein geschütztes Baudenkmal.
Das stattliche Giebelhaus stammt im Kern aus dem Jahr 1675. Auf dem massiven Erdgeschoss stehen zwei Fachwerkstöcke und ein Dachstock, die jeweils vorkragen. An der Rückseite, entlang der Jahnstraße, wurde in späterer Zeit ein mehrmals veränderter zweigeschossiger Anbau hinzugefügt. Das Gebäude wird seit langem als Gasthaus genutzt.